# 10. říjen
10. říjen je 283. den roku podle gregoriánského kalendáře (284. v přestupném roce). Do konce roku zbývá 82 dní.

## Události

### Česko
- 1631 – Během třicetileté války obsadila saská armáda generála Arnima Prahu.
- 1780 – Císař Josef II. položil základní kámen pevnosti a města Terezín.
- 1848 – Brněnská Národní garda vyslala do Vídně na pomoc protihabsburskému povstání početný ozbrojený oddíl (téměř 600 mužů). Podobně učinila i Olomouc.
- 1871 – Český sněm přijal fundamentální články, které měly zakotvit státoprávní postavení Českého království v habsburské říši.
- 1924 – Národní shromáždění přijalo soubor zákonů, upravujících činnost bank. Reagovalo tak na skutečnost, že v předchozích letech došlo ke krachu několika velkých bankovních domů.
- 1938 – Dle Mnichovské dohody muselo Československo odstoupit pohraniční území Německu.
- 1962 – Při havárii letadla u obce Sokolnice na Brněnsku zahynulo 10 cestujících a tři členové posádky.
- 2000 – V jaderné elektrárně Temelín byla zahájena řízená štěpná řetězová reakce. Zahájení provozu provázely četné protesty rakouských ekologických aktivistů, spojené s blokádou hraničních přechodů mezi Rakouskem a Českou republikou.
- 2006 – Na základě novely zákona o obcích a žádostí obcí získala první skupina bývalých měst a městysů zpět svůj status.[1]
- 2010 – Josef Váňa po sedmé vítězem Velké pardubické.

### Svět
- 0680 – V bitvě u Karbalá zahynul Husájn, vnuk proroka Mohameda.
- 0732 – Frankové vedení Karlem Martelem porazili muslimské vojsko v bitvě u Tours, čímž byla zastavena islámská expanze na Západě.
- 1582 – V Itálii, Polsku, Portugalsku a Španělsku zaveden gregoriánský kalendář, proto v kalendářích těchto zemí 10. říjen neexistuje.
- 1609 – Byla založena Katolická liga.
- 1846 – Anglický astronom William Lassell objevil Triton, největší měsíc planety Neptun.
- 1874 – Fidži se stalo britskou državou.
- 1917 – Lenin svolal v Petrohradě tajné setkání ústředního výboru, kde prosadil bolševickou revoluci.
- 1943 – Čankajšek složil přísahu jako prezident Číny.
- 1964 – V Tokiu byly zahájeny XVIII. letní olympijské hry.
- 1970 – Fidži vyhlásilo nezávislost.
- 1980 – v Ženevě podepsána Úmluva o některých konvenčních zbraních.
- 1983 – Program Veněra: sonda Veněra 15 dosáhla oběžné dráhy Venuše a zahájila mapování jejího povrchu za pomoci radaru.
- 1986 – Zemětřesení o síle 7,5 stupně Richterovy stupnice zasáhlo město San Salvador v Salvadoru. O život přišlo asi 1 500 lidí.
- 1997 – Jihoafrická republika se připojila k Africkému hospodářskému společenství.
- 2001
  - Americký prezident George W. Bush představil seznam 22 nejhledanějších teroristů.
  - Bégam Chálida Zijáová se stala předsedkyně vlády Bangladéše.
- 2010 – Nizozemské Antily přestaly existovat jako jedna ze zemí Nizozemského království.

## Narození

### Česko

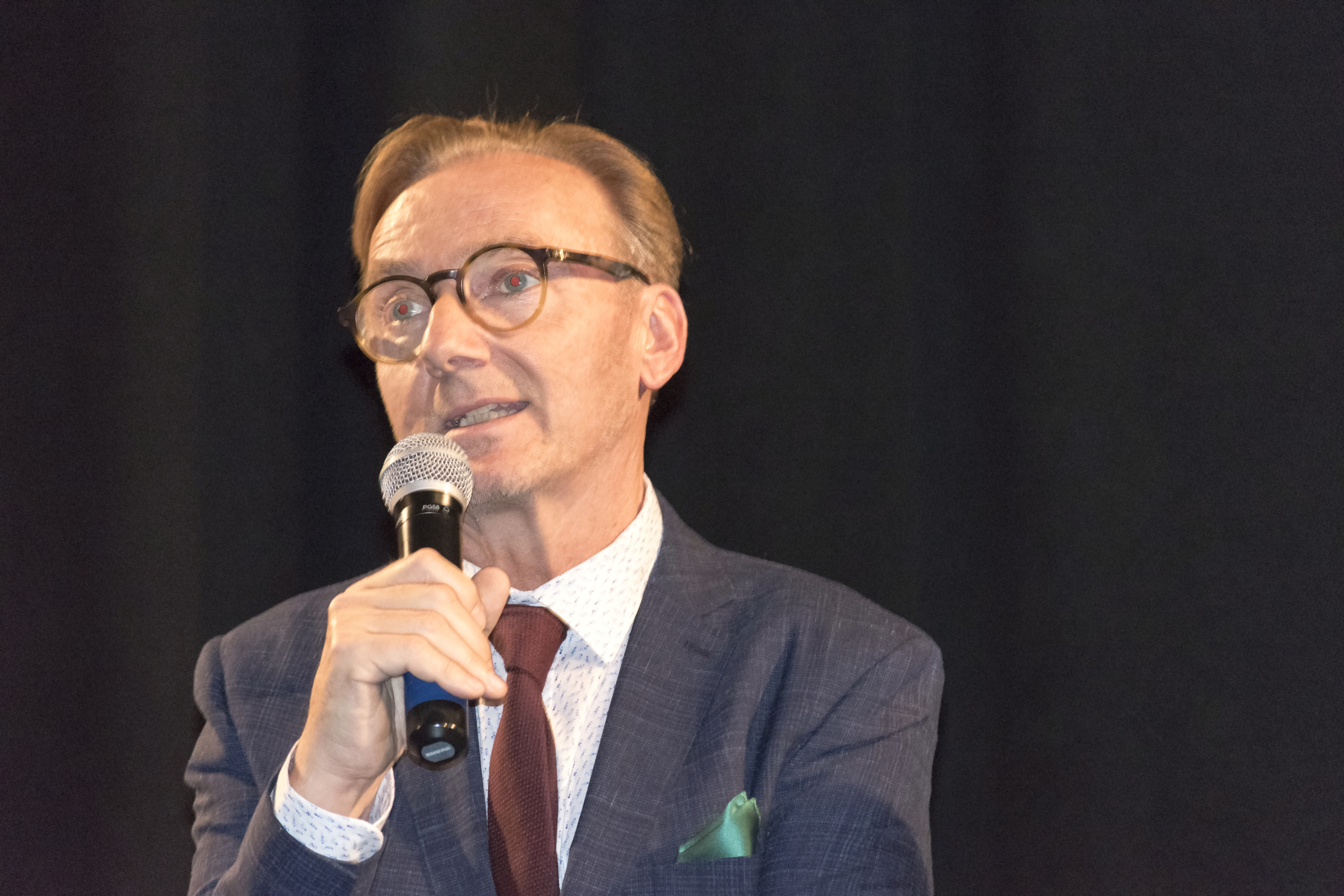
Ondřej Havelka (* 1954)

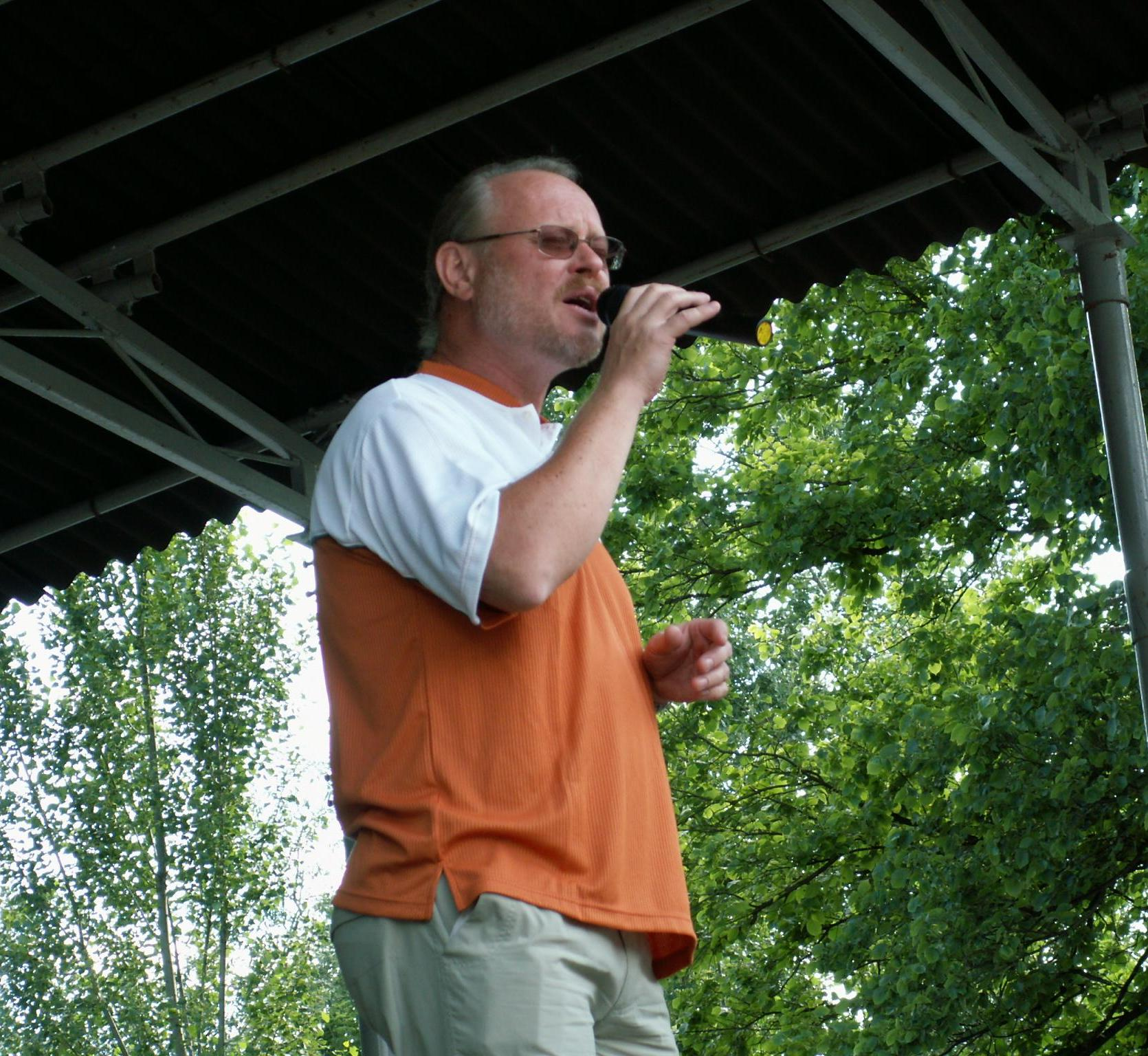
Vašo Patejdl (* 1954)

- 1804 – Albín Mašek, varhaník a skladatel († 24. března 1878)
- 1826 – Franz Schlegel, poslanec Českého zemského sněmu († 11. srpna 1908)
- 1857 – Eduard Peck, kulturní pracovník valašský († 23. ledna 1931)
- 1864 – Josef Souček, český evangelický teolog († 7. června 1938)
- 1866 – Josef Gross, biskup litoměřický († 20. ledna 1931)
- 1867
  - Dragutin Pokorný, český dirigent, hornista († 21. října 1956)
  - Josef Zeman, zakladatel moderní československé defektologie († 12. března 1961)
- 1874 – František Lukavský, československý politik († 4. dubna 1937)
- 1879 – František Peroutka, čs. ministr průmyslu, obchodu a živností († 3. února 1962)
- 1883 – Jan Konůpek, český grafik a malíř († 13. března 1950)
- 1891
  - František Lydie Gahura, český architekt a sochař († 15. září 1958)
  - Oldřich Tomíček, český analytický chemik († 21. října 1953)
- 1895 – Jan Opatrný, teolog, filozof a kanovník svatovítské kapituly († 7. prosince 1968)
- 1898 – Ferenc Szedlacsek, čs. fotbalový reprezentant († 14. listopadu 1973)
- 1911 – Karel Čurda, voják, člen paradesantu Out Distance a konfident gestapa († 29. dubna 1947)
- 1913 – Josef Žižka, výsadkář († 18. ledna 1945)
- 1917 – Karel Filsak, architekt († 1. července 2000)
- 1919
  - Jaroslav Fišer, malíř († 21. června 2003)
  - Miroslav Kubíček, dirigent a hudební skladatel († 14. ledna 1955)
- 1923 – Jaromír Skřivánek, malíř, grafik, ilustrátor, spisovatel, básník, překladatel a cestovatel († 4. května 2010)
- 1925
  - Ivan Sviták, český marxistický filosof, básník a politik († 20. října 1994)
  - Milada Einhornová, česká fotografka († 25. listopadu 2007)
- 1927 – Jan Pavlíček, český matematik
- 1928 – Zdeněk Štich, politický vězeň komunistického režimu († 3. dubna 2013)
- 1931 – Jiří Andreska, lesník, myslivecký historik, muzejník, etnograf († 10. listopadu 1999)
- 1938
  - Miroslav Mlynář, sochař, malíř, medailer a šperkař
  - Ladislav Soldán, literární historik a kritik
  - Vladimír Knybel, amatérský archeolog a fotograf († 17. srpna 2014)
- 1942
  - Bohumil Zemánek, sochař a restaurátor († 12. srpna 1996)
  - Luděk Nekuda, hudebník-trumpetista, zpěvák, textař, scenárista a dramaturg († 10. března 1988)
- 1944 – Jan Suchý, hokejista († 24. srpna 2021)
- 1954
  - Ondřej Havelka, herec a zpěvák
  - Vašo Patejdl, slovenský zpěvák, hudebník a textař († 19. srpna 2023)
- 1956 – Květa Jeriová, trojnásobná olympijská medailistka v běhu na lyžích
- 1984 – Tomáš Pöpperle, hokejový brankář
- 1985 – Rostislav Olesz, lední hokejista
- 1990 – Jakub Vadlejch, atlet, oštěpař
- 1994 – Tereza Smitková, tenistka

### Svět

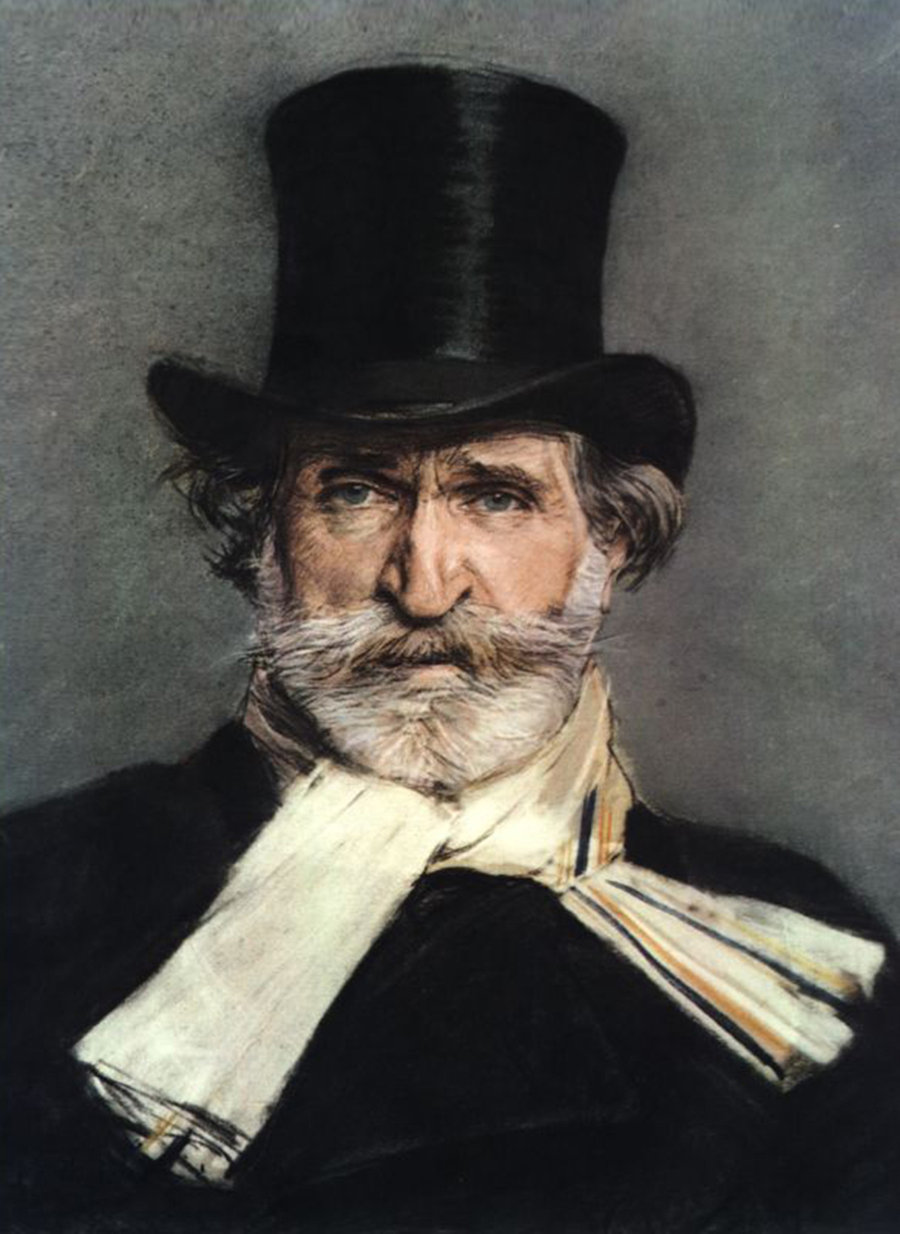
Giuseppe Verdi (* 1813)

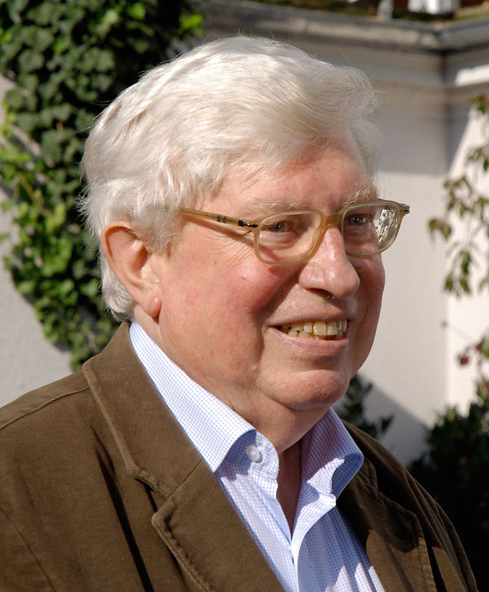
Gerhard Ertl (* 1936)

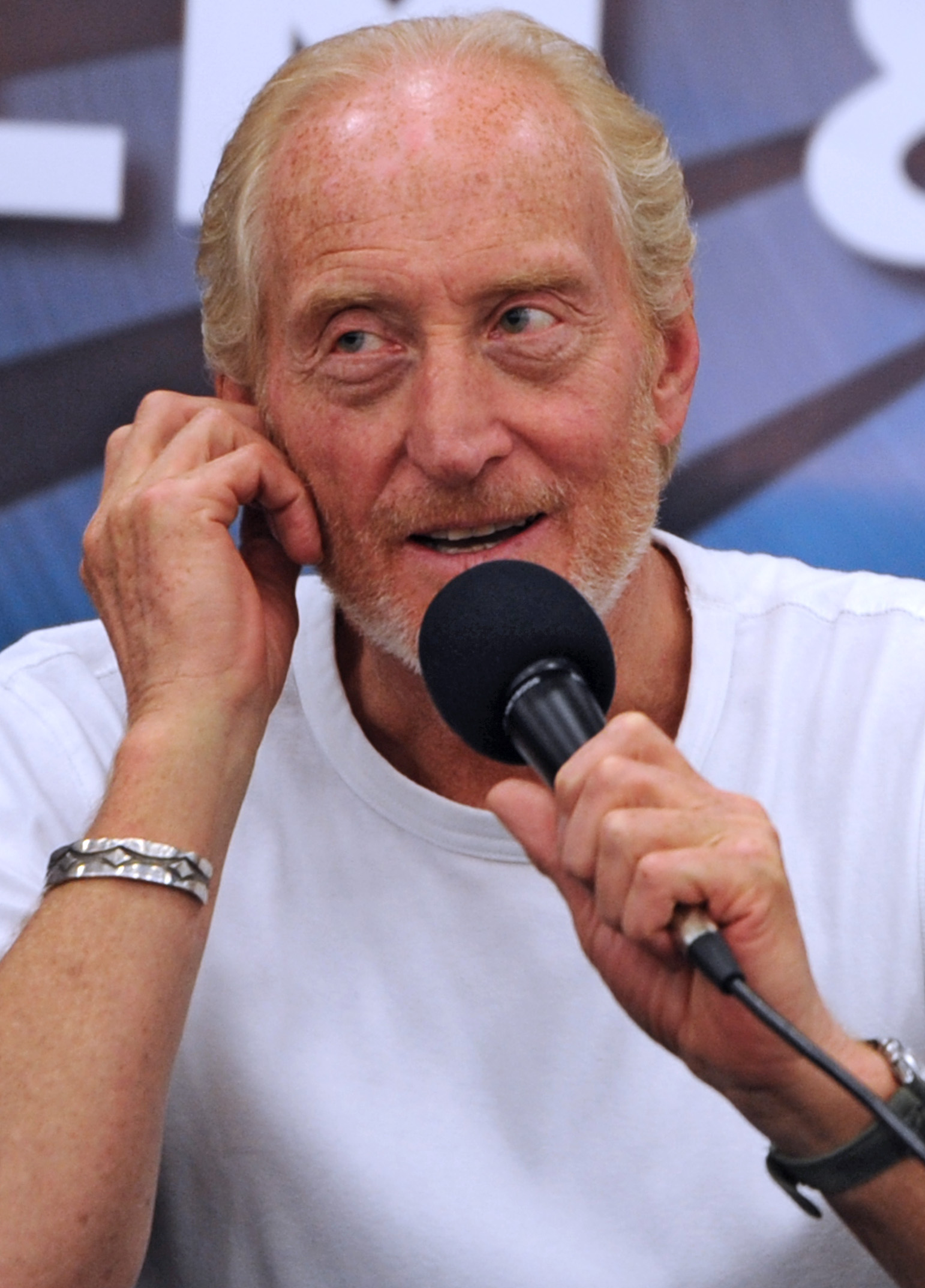
Charles Dance (* 1946)

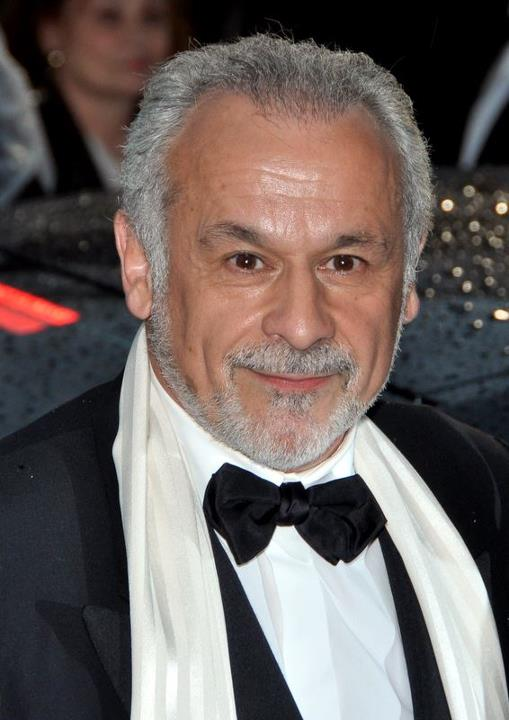
Francis Perrin (* 1947)

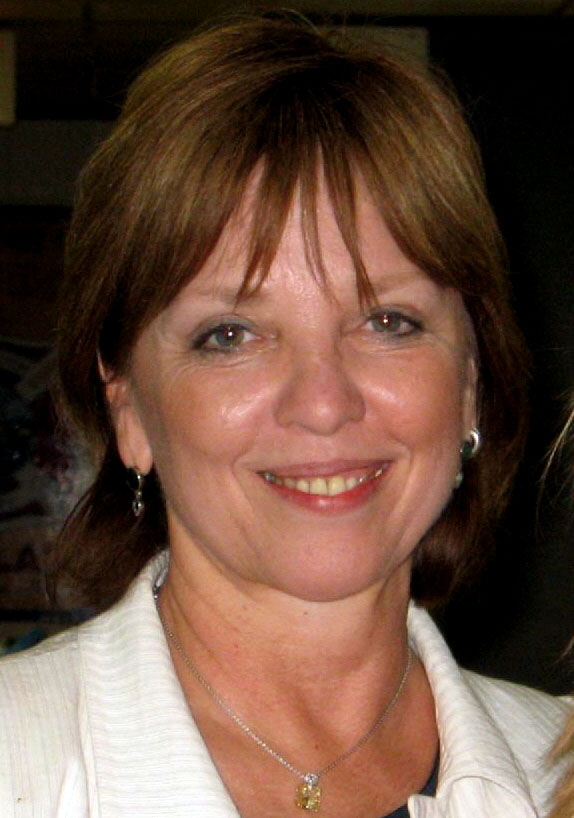
Nora Roberts (* 1950)

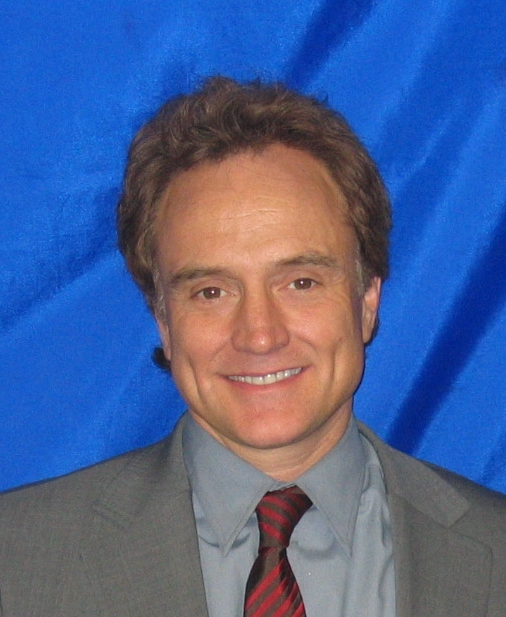
Bradley Whitford (* 1959)

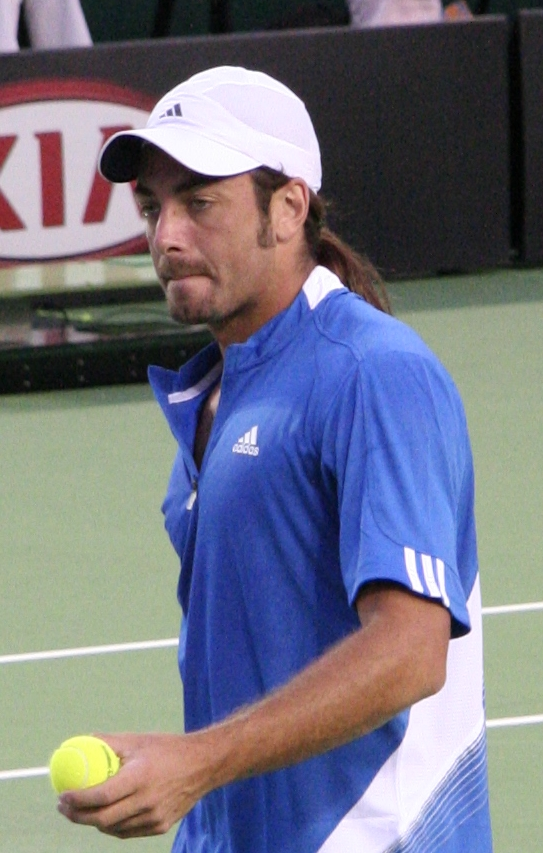
Nicolás Massú (* 1979)

- 1344 – Marie Anglická, hraběnka z Montfort-l'Amaury a vévodkyně bretaňská († 1362)
- 1355 – Ču Piao, nejstarší syn čínského císaře Chung-wua († 17. května 1392)
- 1465 – Selim I., osmanský sultán († 22. září 1520)
- 1656 – Nicolas de Largillière, francouzský barokní malíř († 20. března 1746)
- 1669 – Johann Nicolaus Bach, německý varhaník a hudební skladatel († 4. listopadu 1753)
- 1560 – Jakub Arminius, holandský teolog, zakladatel arminianismu († 19. října 1609)
- 1567 – Kateřina Michaela Španělská, dcera španělského krále Filipa II. († 6. listopadu 1597)
- 1680 – John Campbell, 2. vévoda z Argyllu, britský státník a skotský šlechtic († 4. října 1743)
- 1684 – Jean-Antoine Watteau, francouzský rokokový malíř († 18. července 1721)
- 1702 – František Borgia Kéri, uherský fyzik, astronom a historik († 1. prosince 1768)
- 1731 – Henry Cavendish, britský fyzik a chemik († 1810)
- 1732 – Auguste Denis Fougeroux de Bondaroy, francouzský botanik († 1789)
- 1738 – Benjamin West, americký malíř († 11. března 1820)
- 1741 – Karel II. Meklenbursko-Střelický, generální guvernér Hannoverska († 6. listopadu 1816)
- 1749 – Martin Vahl, norský botanik († 24. prosince 1804)
- 1757 – Erik Acharius, švédský botanik († 14. srpna 1819)
- 1769 – Vladislav Alexandrovič Ozerov, ruský dramatik († 17. září 1816)
- 1811 – William Brydon, britský chirurg († 20. března 1873)
- 1813 – Giuseppe Verdi, italský hudební skladatel († 1901)
- 1817 – Serafino Dubois, italský šachový mistr († 15. ledna 1899)
- 1825 – Paul Kruger, búrský politik a prezident Transvaalu († 1904)
- 1830 – Isabela II. Španělská, španělská vládnoucí královna († 9. dubna 1904)
- 1834 – Aleksis Kivi, finský spisovatel († 31. prosince 1872)
- 1837 – Jošinobu Tokugawa, poslední šógun šógunátu Tokugawa († 21. listopadu 1913)
- 1838 – Macusaburó Jokojama, japonský fotograf († 15. října 1884)
- 1846
  - Jiří ze Schaumburg-Lippe, kníže německého knížectví Schaumburg-Lippe († 29. dubna 1911)
  - Dimitrie Brândză, rumunský botanik a lékař († 1895)
- 1854 – Gerónimo Giménez, španělský hudební skladatel a dirigent († 19. února 1923)
- 1858 – Ottokár Prohászka, uherský teolog a biskup ve Stoličném Bělehradě († 2. dubna 1927)
- 1861 – Fridtjof Nansen, norský polárník, nositel Nobelovy ceny za mír († 1930)
- 1863 – Vladimír Afanasjevič Obručev, ruský geolog a spisovatel († 19. června 1956)
- 1867 – Dürrüaden Kadınefendi, druhá manželka osmanského sultána Mehmeda V.  († 17. října 1909)
- 1872 – Dionysios Kasdaglis, řecko-egyptský tenista († ? 1931)
- 1873 – Arthur Oncken Lovejoy, americký filozof († 30. prosince 1962)
- 1882
  - Natálie Konstantinovićová, princezna Černé Hory († 21. srpna 1950)
  - Behice Hanımefendi, dvanáctá manželka osmanského sultána Abulhamida II. († 22. října 1969)
- 1889
  - Han van Meegeren, nizozemský malíř a padělatel († 30. prosince 1947)
  - Petr Štěpán Petrović-Njegoš, černohorský princ († 7. května 1932)
- 1893 – Willi Apel, americký muzikolog německého původu († 14. března 1988)
- 1895 – Wolfram von Richthofen, německý letec, polní maršál († 12. července 1945)
- 1898
  - Marie Pierre Kœnig, francouzský generál († 2. září 1970)
  - Eugen Wüster, rakouský jazykovědec, spoluzakladatel technické terminologie († 29. března 1977)
- 1899 – Poul Graae, dánský fotbalista a novinář († 10. srpna 1976)
- 1900
  - Helen Hayesová, americká filmová a divadelní herečka († 17. března 1993)
  - Franz Walter Stahlecker, nacistický velitel bezpečnosti († 23. března 1942)
- 1901 – Alberto Giacometti, švýcarský sochař a malíř († 11. ledna 1966)
- 1906 – Fajsal ibn Abdul al-Azíz, třetí král Saúdské Arábie († 25. března 1975)
- 1908 – Mercè Rodoreda, katalánská spisovatelka († 13. dubna 1983)
- 1910 – Julius Shulman, americký fotograf († 15. července 2009)
- 1911 – Clare Hollingworthová, britská spisovatelka a novinářka
- 1913
  - Claude Simon, francouzský spisovatel († 6. července 2005)
  - Ed Marlo, americký kouzelník († 7. listopadu 1991)
  - Alžběta Marie Bavorská, hraběnka z Kagenecku († 3. března 2005)
- 1915 – Harry „Sweets“ Edison, americký trumpetista († 27. července 1999)
- 1916 – Bernard Heuvelmans, francouzský zoolog († 22. srpna 2001)
- 1917 – Thelonious Monk, americký jazzový pianista († 1982)
- 1918
  - Michail Trachman, sovětský novinářský fotograf († 1976)
  - Jigal Alon, prozatímní izraelský premiér († 29. února 1980)
- 1921
  - Monk Montgomery, americký jazzový baskytarista († 20. května 1982)
  - James Clavell, anglický spisovatel († 7. září 1994)
- 1924 – Ed Wood, tvůrce nejhorších filmů všech dob († 10. prosince 1978)
- 1928 – Junior Mance, americký klavírista
- 1929 – Ed Blackwell, americký bubeník († 7. října 1992)
- 1930
  - Harold Pinter, anglický dramatik, nositel Nobelovy ceny († 24. prosince 2008)
  - Yves Chauvin, francouzský chemik, Nobelova cena za chemii 2005 († 28. ledna 2015)
- 1934 – John Uzzell Edwards, velšský malíř († 5. března 2014)
- 1935 – Hermann Nuber, německý fotbalista a trenér († 12. prosince 2022)
- 1936 – Gerhard Ertl, německý chemik a fyzik, nositel Nobelovy ceny za chemii
- 1938 – Nico, německá zpěvačka, herečka, modelka († 18. července 1988)
- 1940 – Stanley Mouse, americký výtvarník
- 1941 – Ken Saro-Wiwa, nigerijský scenárista a spisovatel († 10. listopadu 1995)
- 1942 – Radu Vasile, rumunský politik, historik a básník († 3. července 2013)
- 1944 – Petar Žekov, bulharský fotbalista
- 1945 – Antonio Cañizares Llovera, španělský kardinál
- 1946
  - Charles Dance, britský herec, scenárista a režisér
  - Naoto Kan, premiér Japonska
  - Franco Malerba, italský astronaut a politik
- 1947 – Francis Perrin, francouzský herec, scenárista a režisér
- 1948 – Władysław Komendarek, polský hudebník a skladatel
- 1950 – Nora Robertsová, americká spisovatelka
- 1953 – Mieczysław Zub, polský sériový vrah († 29. září 1985)
- 1954
  - Ariane Ascarideová, francouzská divadelní a filmová herečka
  - David Lee Roth, americký rockový zpěvák, skladatel a herec
- 1958
  - John Grunsfeld, americký fyzik a astronaut
  - Tanya Tucker, americká zpěvačka
- 1959 – Bradley Whitford, americký herec
- 1960 – Kenny Garrett, americký altsaxofonista
- 1963 – Jolanda de Roverová, nizozemská plavkyně
- 1966
  - Bai Ling, čínská herečka
  - Carolyn R. Bertozziová, americká chemička, nositelka Nobelovy ceny za chemii
- 1967
  - Jonathan Littell, francouzský spisovatel
  - Michael Giacchino, americký hudební skladatel
- 1974 – Chris Pronger, kanadský hokejista
- 1976 – Shane Doan, kanadský hokejista
- 1977 – Alex Thomas, britský bubeník
- 1979
  - Michal Mertiňák, slovenský tenista
  - Nicolás Massú, chilský tenista
- 1983 – Davit Zirakašvili, gruzínský ragbista
- 1986 – Jekatěrina Vlasovová, ruská horolezkyně
- 1991 – Gabriella Cilmi, australská zpěvačka
- 1995 – Ellen Perezová, americká tenistka

## Úmrtí

### Česko

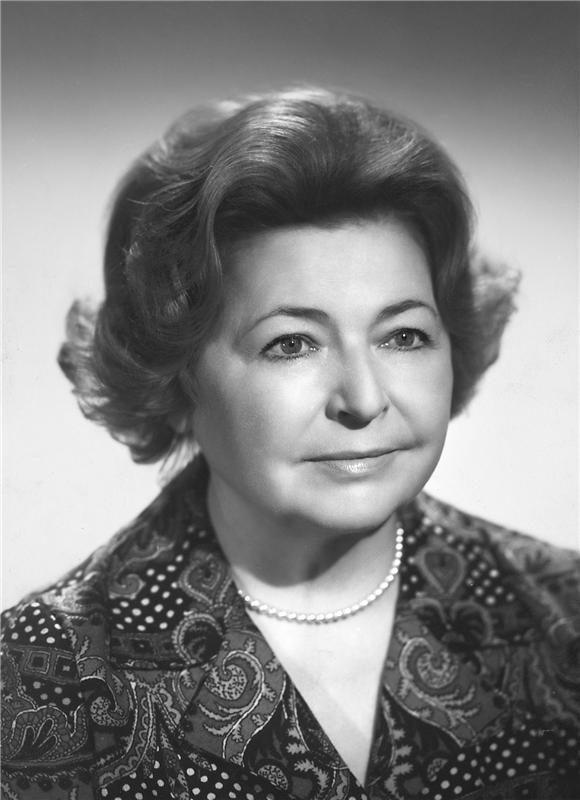
Jiřina Petrovická († 2008)

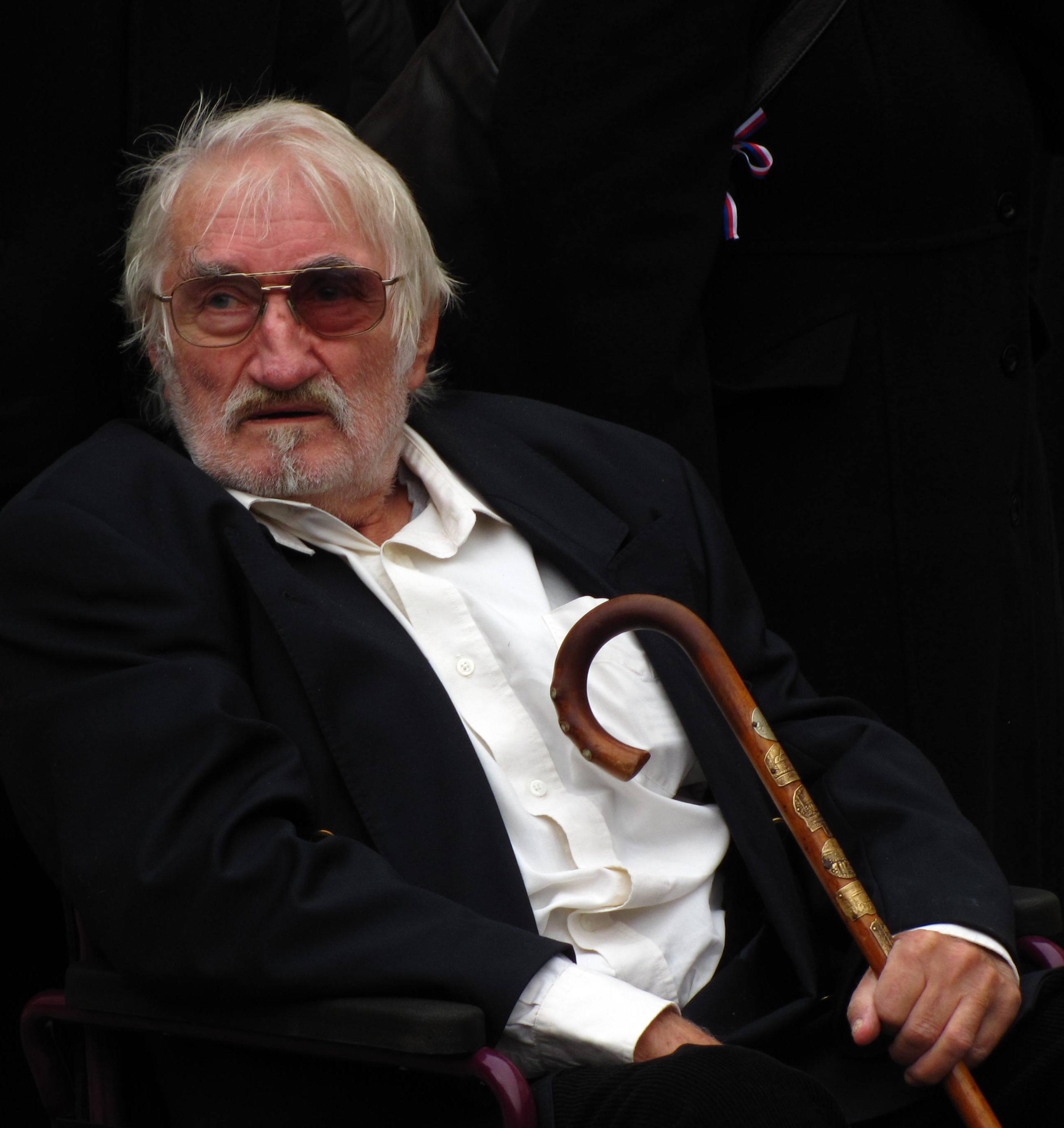
Pavel Landovský († 2014)

- 1806 – František Josef Schwoy, historiograf, topograf a genealog (* 11. prosince 1742)
- 1877 – Josef Niklas, český architekt (* 11. března 1817)
- 1897 – Alois Beer, písmák a naivní malíř (* 27. února 1833)
- 1903 – Václav Mollenda, spisovatel, básník a policejní úředník (* 30. října 1840)
- 1932 – Jan Buchar, propagátor lyžování a turistiky v Krkonoších (* 20. září 1859)
- 1937 – Josef Paldus, vojenský archivář a historický geograf (* 22. března 1863)
- 1941 – Karel Lažnovský, novinář, kolaborant s nacisty (* 8. března 1906)
- 1945 – Jan Křtitel Voves, varhaník a hudební skladatel (* 27. srpna 1885)
- 1946 – Jiří Baborovský, český fyzikální chemik (* 28. srpna 1875)
- 1947 – Josef Machovský, československý politik (* ? 1873)
- 1954 – Ludvík Jadrníček, malíř (* 1. srpna 1863)
- 1957 – Jaroslav Seník, český herec (* 21. července 1897)
- 1961 – Ferdinand Stiebitz, překladatel z řečtiny a latiny (* 7. července 1894)
- 1964 – František Pícha, hudební skladatel a pedagog, sběratel lidových písní (* 3. října 1893)
- 1966 – Alois Dvorský, český herec – komik (* 24. října 1883)
- 1973 – Jindřich Groag, výrazný brněnský meziválečný advokát (* 28. ledna 1893)
- 1974 – Vladislav Forejt, český cestovatel a novinář (* 8. května 1897)
- 1975 – František Čáda, právní historik (* 30. května 1895)
- 1978 – Josef Beyvl, český herec (* 7. června 1906)
- 1987 – Jaroslav Bouček, československý fotbalový reprezentant (* 13. listopadu 1912)
- 1994 – Otmar Riedl, voják, příslušník výsadku Benjamin (* 12. září 1914)
- 1996 – Karel Haindl, hydrolog (* 10. října 1924)
- 2007 – Rudolf Chorý, český sochař (* 17. dubna 1929)
- 2008
  - Milan Kymlička, hudební skladatel (* 15. května 1936)
  - Jiřina Petrovická, herečka (* 30. ledna 1923)
- 2011 – Ewald Osers, básník a překladatel (* 13. května 1917)
- 2014 – Pavel Landovský, český herec a dramatik (* 11. září 1936)
- 2016 – Libuše Šilhánová, česká novinářka a socioložka (* 10. dubna 1929)
- 2017 – Adolf Klepš, náčelník Horské služby ČR v Krkonoších (* 12. září 1964)

### Svět

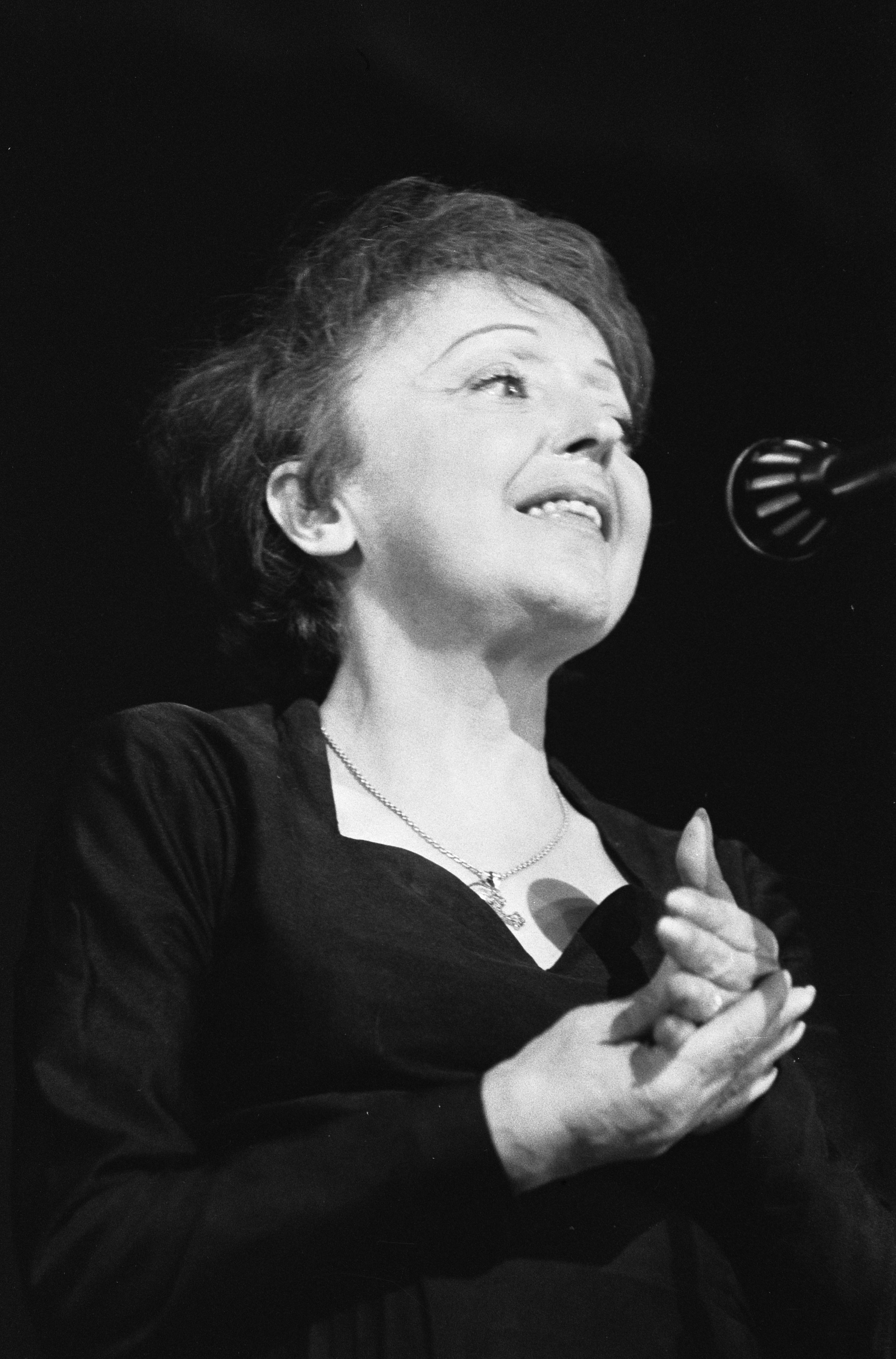
Édith Piaf († 1963)

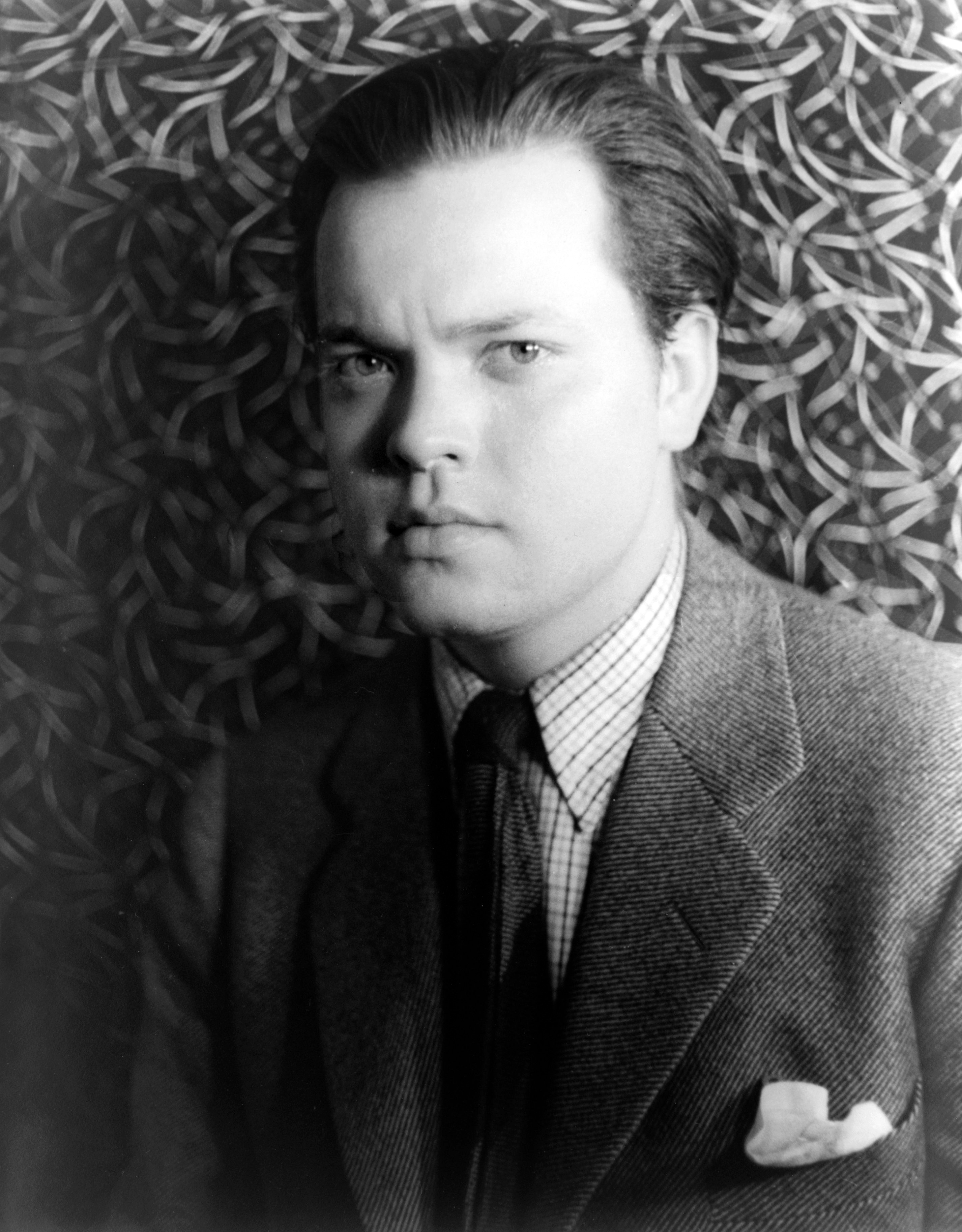
Orson Welles († 1985)

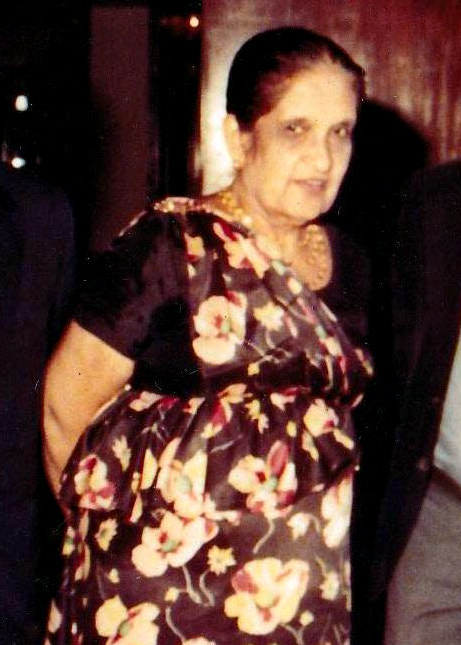
Sirimavo Bandaranaike († 2000)

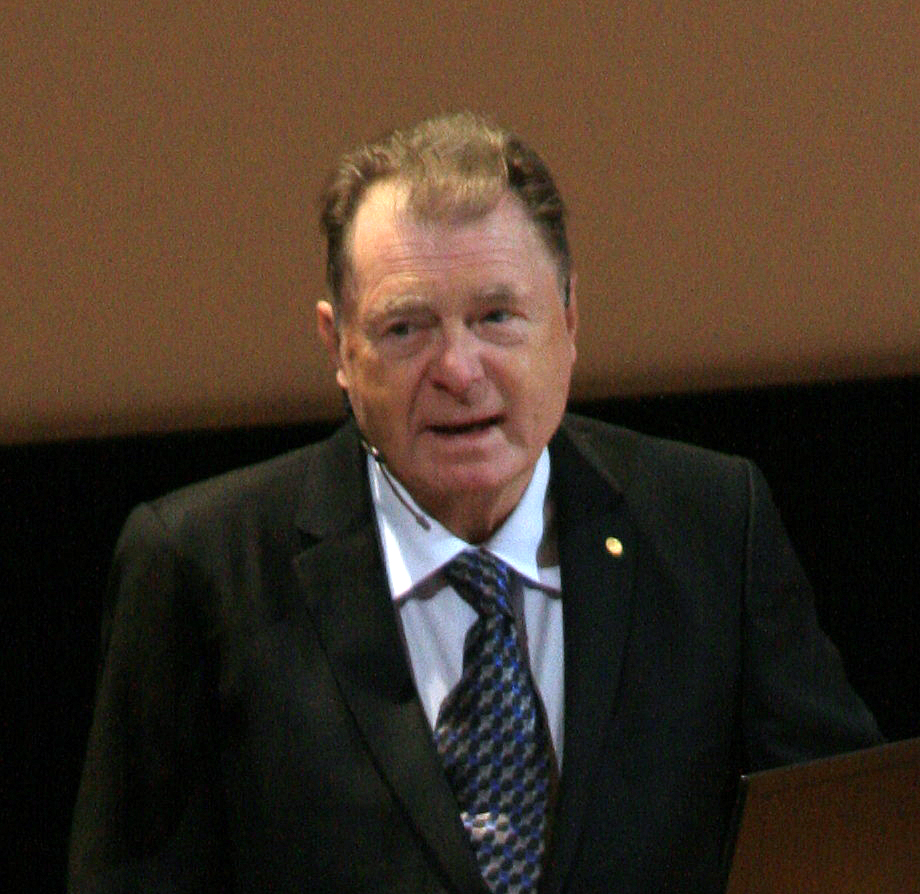
Richard F. Heck († 2015)

- 0019 – Germanicus, římský vojevůdce, (* 24. května 15 př. n. l.)
- 1268 – Anežka Přemyslovna, míšeňská markraběnka (* po 1227)
- 1488 – Andrea del Verrocchio, italský renesanční malíř, zlatník a sochař (* 1435)
- 1508 – Ján III. Turzo, kremnický komorský hrabě a podnikatel (* 30. dubna 1437)
- 1577 – Marie Portugalská, dcera portugalského krále Manuela I. (* 8. června 1521)
- 1588 – Nicolás Monardes, španělský lékař a botanik (* 1493)
- 1659 – Abel Tasman, nizozemský mořeplavec (* 1603)
- 1796 – Juliana Marie Brunšvická, dánská a norská královna (* 4. září 1729)
- 1825 – Dmitrij Bortňanskij, ruský hudební skladatel (* 26. října 1751)
- 1836 – Martha Jeffersonová Randolphová, dcera 3. amerického prezidenta Thomase Jeffersona (* 27. září 1772)
- 1837 – Charles Fourier, francouzský utopický socialista (* 7. dubna 1772)
- 1875 – Alexej Konstantinovič Tolstoj, ruský básník, spisovatel a dramatik (* 1817)
- 1881 – Heinrich Karl von Haymerle, ministr zahraničí Rakouska-Uherska (* 7. prosince 1828)
- 1884 – Jean Becker, německý houslista (* 11. května 1833)
- 1913 – Adolphus Busch, americký pivovarník, zakladatel koncernu Anheuser-Busch (* 1842)
- 1914 – Karel I. Rumunský, rumunský král (* 1839)
- 1918 – María Catalina Irigoyen Echegaray, španělská řeholnice, blahoslavená (* 25. listopadu 1848)
- 1919 – Anatole Mallet, švýcarský inženýr a konstruktér parních lokomotiv (* 1837)
- 1926 – Bill Maclagan, skotský ragbista (* 5. dubna 1858)
- 1930 – Adolf Engler, německý botanik (* 25. března 1844)
- 1942 – Terézia Vansová, slovenská spisovatelka (* 18. dubna 1857)
- 1956 – Leo Kalda, chorvatský architekt (* 10. dubna 1880)
- 1962 – Trygve Gulbranssen, norský spisovatel a novinář (* 1894)
- 1963 – Édith Piaf, francouzská zpěvačka (* 19. prosince 1915)
- 1964 – Eddie Cantor, americký komik, tanečník a zpěvák (* 31. ledna 1893)
- 1966
  - Charlotte Cooperová, anglická tenistka (* 22. září 1870)
  - Otto Pankok, německý malíř, sochař a tiskař (* 6. června 1893)
- 1968 – Nikifor Krynicki, polsko-lemkovský naivní malíř (* 1895)
- 1970
  - Vilhelm Carlberg, švédský střelec, trojnásobný olympijský vítěz 1912 (* 1882)
  - Édouard Daladier, francouzský politik a premiér (* 1884)
  - Adam Rapacki, ministr zahraničí Polska (* 24. prosince 1909)
- 1972 – Kenneth Essex Edgeworth, irský astronom (* 1880)
- 1973 – Ludwig von Mises, rakouský ekonom (* 1881)
- 1976 – Štefan Luby, slovenský právník (* 1910)
- 1977 – Jean Duvieusart, premiér Belgie (* 10. dubna 1900)
- 1979 – József Baló, maďarský patolog (* 10. listopadu 1895)
- 1982 – Jean Effel, francouzský kreslíř a novinář (* 1908)
- 1985
  - Orson Welles, americký divadelní a filmový režisér a herec (* 1915)
  - Yul Brynner, rusko-americký herec, zpěvák, kytarista, artista, válečný rozhlasový zpravodaj a televizní režisér (* 1920)
- 2000 – Sirimavo Bandaranaike, srílanská ministerská předsedkyně, první žena na světě v čele vlády (* 1916)
- 2001 – Joachim von Zedtwitz, lékař, Spravedlivý mezi národy (* 11. června 1910)
- 2004 – Christopher Reeve, americký herec (* 1952)
- 2005
  - Wayne Booth, americký literární teoretik (* 22. února 1921)
  - Milton Obote, prezident Ugandy (* 28. prosince 1925)
- 2008
  - Alexej Prokurorov, sovětský a ruský běžec na lyžích, olympijský medailista (* 1964)
  - Jean Coué, francouzský spisovatel, novinář a šansoniér (* 27. prosince 1929)
- 2009 – Stephen Gately, irský zpěvák, člen skupiny Boyzone (* 1976)
- 2010
  - Solomon Burke, americký zpěvák a textař, držitel Grammy Award (* 21. března 1940)
  - Joan Sutherlandová, australská operní pěvkyně, koloraturní soprán (* 7. listopadu 1926)
- 2013
  - Daniel Duval, francouzský herec (* 28. listopadu 1944)
  - Scott Carpenter, americký pilot a astronaut (* 1. května 1925)
- 2015
  - Richard F. Heck, americký chemik, nositel Nobelovy ceny (* 1931)
  - Steve Mackay, americký saxofonista (* 25. září 1949)
- 2019 – Marie-José Natová, francouzská filmová, televizní a divadelní herečka (* 22. dubna 1940)

## Svátky

### Česko
- Marina
- Gedeon
- Záboj
- Slavoj

Katolický kalendář
- Svatý Paulin

### Svět
- Světový den duševního zdraví
- Světový den zraku (je-li čtvrtek)
- Světový den proti trestu smrti
- Japonsko: Den zdraví a sportu
- Portoriko: Den přátelství
- Finsko: Aleksis Kivi Day
- Fidži: Státní svátek
- USA: Columbus Day (je-li pondělí)
- Kuba: Yara Day
- Namibie: Kruger Day
- Polsko: Arbor Day
- Srí Lanka: Den armády
- Vietnam: Den osvobození hlavního města